# Terreny de Concòrdia
El Terreny de Concòrdia és un territori històricament disputat per les parròquies andorranes de Canillo i d'Encamp.
Està situat entre la vall de l'alta Valira, de la parròquia de Canillo, i la vall dels Cortals i el grau Roig del circ d'Envalira, de la parròquia d'Encamp. La superfície total del Terreny és de 15,6 km². El cim més alt és la tossa d'Encampadana, de 2.476 m d'altitud.
La importància de disposar de bones terres de pasturatge ha provocat enfrontaments entre els veïns de les dues parròquies des del 1672. Un acord declarava el terreny indivís i d'explotació comuna, i es va senyalar el terreny amb un conjunt de creus de terme.
El conflicte s'ha revifat, ja que el terreny és idoni per a una ampliació de les pistes d'esquí de Soldeu-el Tarter, pertanyent a Canillo, i de Pas de la Casa-Grau Roig, corresponents a Encamp. Després de diverses disputes judicials finalment una sentència del novembre del 2000 ha adjudicat la propietat a la parròquia d'Encamp, encara que es manté la condició tradicional de terreny indivís.
A pesar de la sentència judicial, les disputes no s'han acabat. Les dues estacions d'esquí s'han unit per formar l'anomenada Grandvalira, però l'empresa explotadora de la part de Pas de la Casa-Grau Roig entén que el Terreny de la Concòrdia està dintre de la seva concessió. El comú d'Encamp manté que no hi ha cap concessió possible abans de la sentència i el comú de Canillo manté que la condició de terreny indivís no permet una concessió per a l'explotació privada.